# Сетіф
Сеті́ф (араб. سطيف, фр. Sétif) — місто на північному сході Алжиру у провінції Сетіф, розташовано на висоті порядку 1096 м над рівнем моря.
Забудова міста типово колоніальна, однак поблизу збереглись давньоримський некрополь та руїни крупної візантійської фортеці. 
Тут базується футбольний клуб ЕС Сетіф. 
Населення – близько 240 тис. жителів (1998).

## Історія
Місто нумідійського походження було відоме римлянам як Сітіфіс. У 97 році імператор Нерва оселив тут своїх ветеранів. Двісті років по тому з Мавританії була адміністративно виділена Ситіфенська область. Після арабської навали місто втратило колишнє значення. З 1838 року — місцезнаходження французького гарнізону й центр крупного сільськогосподарського регіону.

## Трагедія
Сутички місцевих жителів з європейцями у 1945 році забрали близько 100 життів. У відповідь французи провели каральну операцію, відому як Сетіфська різня. Її жертвами, як припускають, стали від 6 до 8 тисяч місцевих жителів. Алжирський президент Абделазіз Бутефліка назвав Сетіфську операцію 1945 року початком геноциду алжирського народу.